# McDonald's France
McDonald's France, communément appelé McDo, est la filiale française de la chaîne internationale de restauration rapide McDonald's.
D'après les dires de la société, son premier restaurant à ouvrir en France est localisé à Strasbourg et ouvre en 1979. En réalité, le franchisé Raymond Dayan en lance un à Créteil, dans le Val-de-Marne, dès 1972.
McDonald's France possède plus de 1 500 restaurants dans tout le pays, servant environ deux millions de repas chaque jour. Le restaurant des Champs-Élysées est le plus rentable au monde.

## Histoire

### Implantation
Selon l'histoire officielle de McDonald's France, le premier restaurant de la chaîne dans le pays ouvre ses portes en 1979 à Strasbourg. Toutefois, le premier McDonald's français est en réalité inauguré le 30 juin 1972 à Créteil, en banlieue parisienne, à l'initiative de l'homme d'affaires français Raymond Dayan, qui a signé un contrat de franchise avec l'entreprise.
McDonald's est tout d'abord sceptique quant à la réussite des hamburgers en France. Le contrat permet à Dayan de créer jusqu'à 150 restaurants sur une période de trente ans, avec une exclusivité en région parisienne et en Normandie, moyennant une redevance de seulement 1,5 % du chiffre d'affaires au lieu des 10 à 20 % habituels pour une franchise McDonald's.
Raymond Dayan compte, à la fin des années 1970, 14 établissements McDonald's en France. Face à cette réussite, McDonald's lui propose de racheter ses restaurants, mais ce dernier refuse. En 1978, McDonald's retire à Dayan le droit d'utiliser la marque, puis ouvre un restaurant à Strasbourg le 17 septembre 1979. Dayan intente un procès à la firme qui met en avant un non-respect des normes de production et d'hygiène. Après une longue bataille judiciaire, Dayan gagne le procès puis McDonald's fait appel et remporte le procès en 1982.
Dayan conserve ses restaurants, mais doit les renommer O'Kitch et les revendra à la chaîne de restauration rapide Quick en 1986.

### Années 2000
Selon la campagne publicitaire de juillet 2007, plus de 200 restaurants sont équipés de Wi-Fi, plus de 700 restaurants sont équipés de McDrive, plus de 900 restaurants sont climatisés, et 70 % des restaurants ouvrent jusqu'à 23 h au moins.

### Années 2010
En 2011, la France est le pays le plus rentable du monde après les États-Unis, et le restaurant réalisant le plus gros CA du monde se trouve à Marne-la-Vallée, en Seine-et-Marne dans la zone commerciale Disney Village. Son CA dépasse celui situé sur les Champs-Élysées qui était auparavant le gros volume d'affaires avec près de 25 millions d'euros par an fin 2011.
En février 2012 est mise en place la commande en ligne appelée « GoMcDo ». Une trentaine de restaurants en France servent des commandes prises à partir de 10 heures et prépayées (PayPal et carte de paiement) via internet par ordinateur ou smartphone. Une fois prépayée, la commande ne peut être modifiée mais peut être annulée[source secondaire nécessaire]. Avant 23 h 00, le client doit se présenter à un restaurant McDonald's et valider sa commande à l'une des bornes de commande ou borne « Easy Check-In » situées à l'intérieur du restaurant (ou pour certains restaurants, à l'extérieur, au CEL Drive[source secondaire nécessaire]), le système déclenche le paiement et la préparation de la commande. Passé 23 h 00, si le client ne s'est pas présenté, la commande est annulée et le client n'est pas débité. 
 Au début de 2014, 95 % du réseau propose ce service. La commande en ligne GoMcDo permet une réduction de la surface des comptoirs.
En France, avant mi-2013, au moins la moitié des restaurants propose le service à table avec la présence de personnel et de bornes automatiques de commandes. L'avantage pour le client étant l'absence d'attente en heure de pointe, bien que 70 % du CA soient réalisés sur cette même plage horaire de 4 heures par jour (rush du midi et du soir). Pour un service optimum, le lobby est divisé en plusieurs zones que le client peut choisir.
En 2013, il faut en moyenne 17 semaines entre le début des travaux et l'ouverture du restaurant. Le record est de 12 semaines (avenue Alexandre Marqui à Lourdes).
Fin 2018, la France compte 1 464 restaurants répartis dans 1148 communes qui servent chaque jour 1,8 million de repas. La France est l'un des marchés les plus dynamiques : en 2018, l'enseigne a réalisé 5,1 milliards d'euros hors taxes de ventes totales. « McDo », selon l'appellation commune, voit passer plus de 1,8 million de clients par jour. McDonald's revendique le titre de premier recruteur, avec 32 015 personnes recrutées en 2018.

### Années 2020
McDonald's et Izivia annoncent la création d'un réseau de recharge pour véhicules électriques sur les 700 parkings de McDonald's. Jusqu'en 2025, deux mille points de recharge seront installés en France, dont le 1er a vu le jour à Noisy le Grand le 21 novembre 2023. En raison du temps nécessaire pour manger dans un restaurant McDonald's, la moitié des bornes de recharge produisent une puissance de 150 kW, au lieu des 3 à 36 kW habituels, permettant ainsi de recharger un véhicule en 20 minutes. Christelle Vives, la directrices générale d'Izivia, affirme vouloir « occuper une place de leader dans la recharge rapide, pour le bénéfice de tous les électromobilistes ».
Le 21 mars 2023, la Ligue de football professionnel (LFP) annonce que McDonald's deviendra le partenaire titre de la Ligue 1 dès la saison 2024/2025 de « Ligue 1 McDonald's », le 1er juillet 2024,. Cet accord, qui devrait rapporter à la LFP 30 millions d'euros annuellement, est valable jusqu'à la saison 2026/2027.

## Condamnations pécuniaires
En juin 2022, McDonald's France s’acquitte d'une amende de 508 millions d'euros accompagnée d'un versement de 737 millions d'euros correspondant à la régularisation de l'impôt sur les sociétés des exercices 2009 à 2020. Cette amende et ce versement s'effectuent sans reconnaissance de faute, afin d'éviter des poursuites pour fraude fiscale. En cause, le taux de redevance de marque payés par les franchisés français à Mc Donald's Europe.

## Produits
Comme dans l'ensemble des établissements McDonald's dans le monde, la franchise vend principalement des hamburgers accompagnés de frites. La franchise propose aussi des produits traditionnellement français tels que des macarons ou des croissants et des parts de galettes des rois à l'occasion de l'Épiphanie. La société exploite également la chaîne McCafé dans plusieurs de ses restaurants, qui représente 36,5 % des points de vente de café du marché français.
Depuis 2012, McDonald's France propose de manière occasionnelle le McBaguette, composé de deux steaks hachés, d'emmental français, de la moutarde et d'une baguette en guise de pain. À l'occasion de la troisième saison de la série Emily in Paris, le McBaguette ressort en 2022, dont une variante avec de la sauce béarnaise au lieu de moutarde, ou du poulet au lieu du bœuf. Malgré son grand succès, il reste une exclusivité française depuis sa création.
En mars 2023, McDonald's France lance temporairement une alternative plus saine aux potatoes, des frites de légumes à base de carotte, de panais et de betterave. Dès août 2021, 25 agriculteurs français partenaires ont réservé certaines parties de leurs terres afin de fournir suffisamment de légumes aux différents établissements. La campagne de publicité insiste sur les fibres, bien plus présents dans les légumes que dans les pommes de terre, et qui assurent une meilleure satiété. Cependant, la quantité de sucre est plus élevée à cause des sucres naturels présents dans les légumes et certains docteurs et experts en nutrition expliquent que le principal problème est la friture, qui apporte des lipides et détruit les minéraux, les vitamines et les anti-oxydants des légumes. Plusieurs clients ont critiqué les nouvelles frites, au niveau du prix ou du goût.
À l'occasion des Jeux olympiques et paralympiques 2024, McDonald's France lance la campagne « Croquez le monde », du 23 juillet au 2 septembre 2024. Celle-ci propose des produits étrangers encore inédits en France. Parmi les sept spécialités, on trouve trois hamburgers, deux sauces et deux desserts : le Maple BBQ Quarter Pounder (du Canada), le Greek Mac (de Chypre) et le Filet-O-Fish Deluxe (de Nouvelle-Zélande); la  Garlic Sauce (du Royaume-Uni) et la Szechuan Sauce (des États-Unis, inspirée de la cuisine chinoise); le McFlurry Popcorn Caramel (d'Indonésie) et le Coca-Cola McFloat (des Philippines).

## Identité visuelle
En novembre 2008, avec le lancement d'une nouvelle campagne publicitaire « Venez comme vous êtes », McDonald's France décide de modifier son logo. Au lieu du traditionnel fond rouge, McDonald's France opte pour un fond vert afin d'appuyer son ton « développement durable ». Ce nouveau logo est une réussite, qui s'étend progressivement aux autres enseignes européennes.